# Maximilian Anton von Boeselager
Maximilian (Max) Anton Karl Gallus Maria Anna von Boeselager zu Heessen (* 15. Oktober 1775 in Ollheim, Kurköln; † 27. September 1821 in Münster) war ein deutscher Jurist und Kommunalpolitiker. Er war von 1811 bis 1813 Maire (Bürgermeister) und anschließend bis zu seinem Tod Stadtdirektor von Münster.

## Leben

### Herkunft und Familie
Maximilian Anton entstammte als Sohn des Friedrich Ferdinand Joseph Anton von Boeselager (1743–1805) und seiner Gemahlin Maria Auguste Odilia Philippa Franzisca Scholastika von der Heyden genannt Belderbusch (1751–1797) der westfälischen Adelsfamilie von Boeselager, welche ursprünglich im Erzstift Magdeburg ansässig war. Maximilians Bruder Kaspar Anton war Domherr in Münster. Seine Schwester Caroline (1776–1857) war mit dem Freiherrn Gisbert Christian Friedrich von Romberg (1773–1859) verheiratet, seine Schwester Bernhardine heiratete Maximilian von Boeselager. Dieser und die Domherren Friedrich Wilhelm und Friedrich Ferdinand waren Cousins 3. Grades. Der Dompropst Friedrich Wilhelm Anton (1713–1782) war ein Cousin 2. Grades. 
Boeselager besuchte ab 1788 das Gymnasium Paulinum in Münster und studierte anschließend an den Universitäten Bonn und Wien Jura. Er wurde Kammerherr des Kurfürsten und Erzbischofs von Köln, der zugleich Fürstbischof von Münster war.
Am 19. Dezember 1797 heiratete Maximilian die Freiin Rosine Droste zu Vischering (1777–1819), Tochter des Clemens August Maria Droste zu Vischering (1742–1790, Amtsdroste) und seiner Gemahlin Sophie Alexandrine Droste zu Füchten (1748–1817). Aus der Ehe gingen die Kinder Karl Franz Maximilian von Boeselager (1802–1869, ⚭ 6. September 1826 Adolfine von Wolff-Metternich zur Gracht (1808–1879)) und Klemens (1808–1858, ⚭ 30. November 1841 Freiin Sophie von Wolff-Metternich zur Gracht, Urgroßeltern des Philipp Freiherr von Boeselager) hervor. Sie wohnten ab 1797 im Erbdrostenhof. 1807 kaufte Boeselager für 8015 Reichstaler einen Wohnhof an der heutigen Neubrückenstraße, später als Boeselagerhof bekannt. Ein Vetter seiner Frau Rosine war Clemens-August II. von Droste zu Hülshoff, Vater der Dichterin Annette von Droste-Hülshoff, die bei ihnen in Münster und Schloss Heessen öfters zu Gast war.

### Wirken
Am 21. Oktober 1810 schloss Maximilian Anton einen Vergleich mit der Familie von der Recke, zahlte 66.000 Reichstaler Abfindung und erhielt im Gegenzug das alleinige Besitzrecht über das Schloss Heessen bei Hamm. Um die Besitzrechte dieses Gutes hatte es einen Jahrzehnte dauernden Rechtsstreit gegeben, mit dem sich der Reichshofrat zu befassen hatte. Das Münsterland wurde in das Großherzogtum Berg eingegliedert und die Familie von Boeselager am 16. Februar 1808 vorläufig wieder in ihren alten Besitz eingewiesen. Durch diese Maßnahme wurde der Vergleich erst möglich.
Maximilian Anton hatte eine juristische Ausbildung erfahren und war der französischen Sprache mächtig. So lag es für die französischen Territorialherren nahe, ihn als Maire in Münster einzusetzen. Dieses geschah im Jahre 1810. Er verstand es, sein Amt so zu führen, dass er nicht in Konflikt mit der Bürgerschaft und auch dem jeweiligen Landesherrn geriet. Nach Abzug der Franzosen im Jahre 1813 bestätigte ihn die Preußische Regierung in seinem Amt als Stadtdirektor der Stadt Münster, das er bis zu seinem Tode im Jahre 1821 ausübte.
Nach Boeselager wurde 1960 eine Straße in Münster-Mecklenbeck benannt. Dort befindet sich die Studentenwohnanlage „Boeselburg“.